# Ouled Rached
Ouled Rached (em árabe: ولاد راشد) é uma cidade e comuna localizada na província de Bouira, Argélia. Segundo o censo de 2008, a população total da cidade era de 9 311 habitantes.